# Hanumakonda (Distrikt)
Der Distrikt Hanumakonda (Telugu హనుమకొండ జిల్లా, Urdu وارنگل شہری ضلع), auch Hanamkonda, 2016 bis 2021 Warangal Urban, ist ein Verwaltungsdistrikt im südindischen Bundesstaat Telangana. Verwaltungssitz ist die Stadt Hanumakonda.

## Geographie

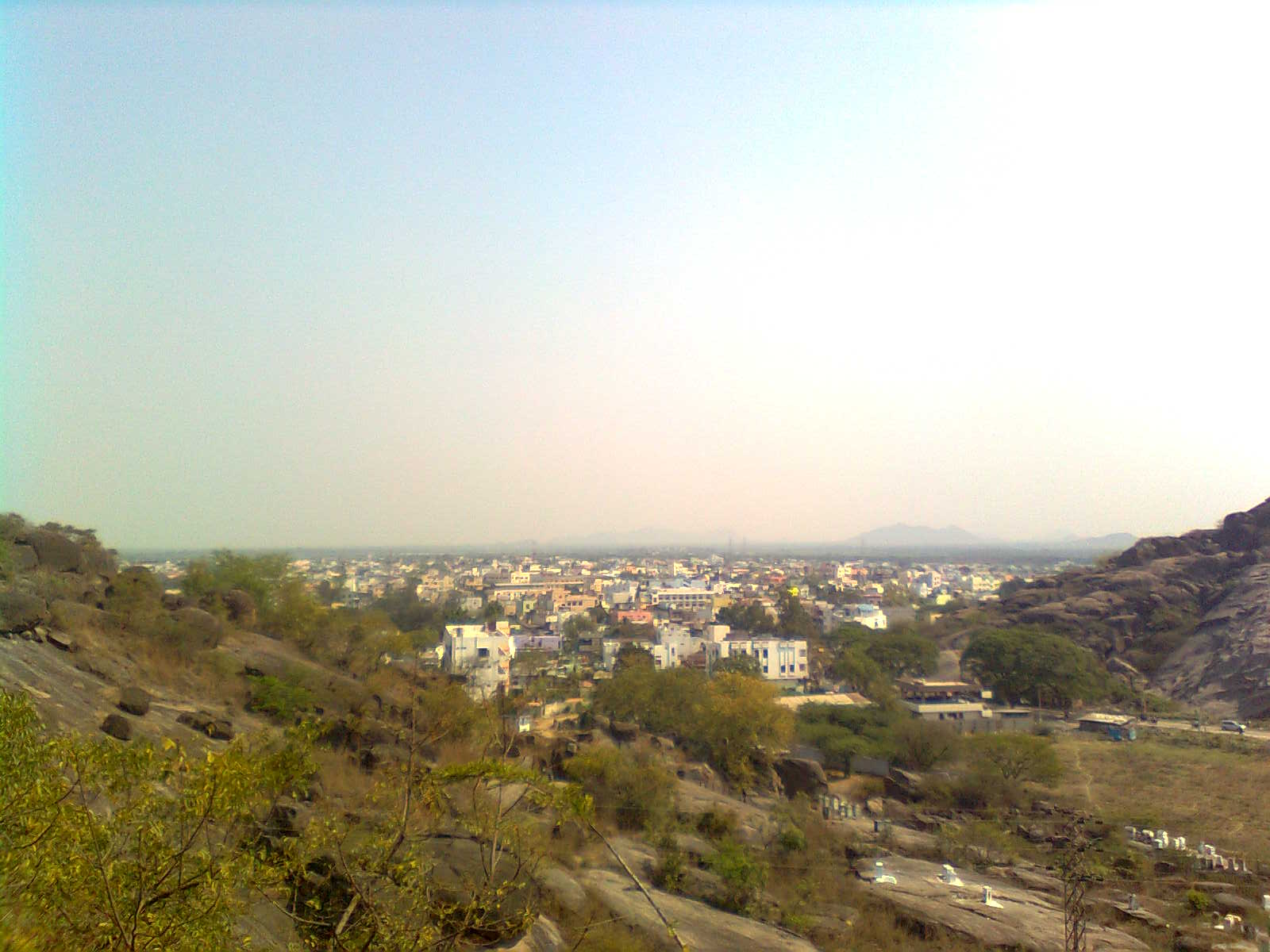
Blick auf die Distrikthauptstadt Hanumakonda

„Tausend-Säulen-Tempel“

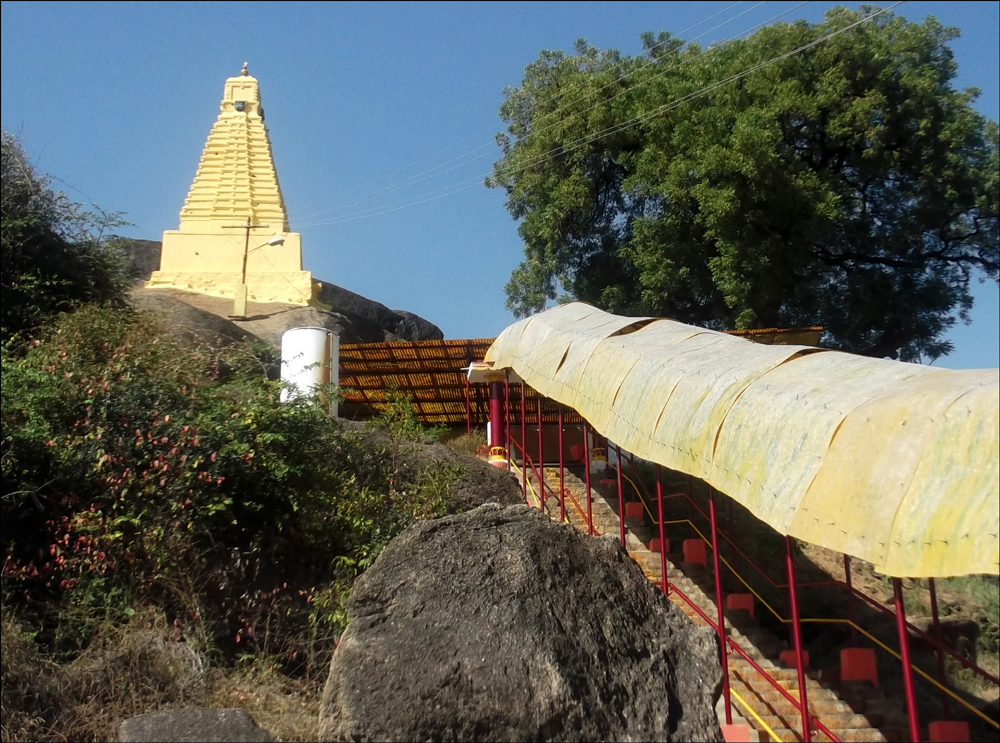
Padmakshi-Tempel

Der Distrikt liegt auf der Hochebene des Dekkan relativ zentral in Telangana. Die angrenzenden Distrikte sind Karimnagar im Norden, Warangal im Osten und Südosten, Jangaon im Südwesten, sowie Siddipet im Westen.

## Geschichte
Seit dem Jahr 1726 gehörte das Gebiet Telanganas zum neu entstandenen Staat Hyderabad, der 1948 in das unabhängig gewordene Indien integriert wurde. 1956 kam Telangana zum Bundesstaat Andhra Pradesh, bis es 2014 ein eigener Bundesstaat wurde. Der Distrikt Hanumakonda entstand unter dem Namen Warangal Urban bei der administrativen Neueinteilung Telanganas am 11. Oktober 2016 als einer von 21 neu eingerichteten Distrikten. Zuvor war Warangal Urban Teil des Distrikts Warangal. Am 12. August 2021 wurde der Name Warangal Urban in Hanumakonda geändert. Dabei wurden auch die Grenzen zwischen Hanumakonda und Warangal neu gezogen. Die Distriktfläche von Hanumakonda vergrößerte sich dadurch von 1309 km² auf 1679,03 km², aber die Bevölkerung nahm von 1.080.858 auf 908.744 ab (nach dem Zensus 2011).

## Demografie
Bei der Volkszählung 2011 hatte der spätere Distrikt 908.744 Einwohner. Die Bevölkerungsdichte lag mit 541 Einwohnern pro km² deutlich über dem Durchschnitt Telanganas (312 Einwohner/km²) und der Urbanisierungsgrad war mit 68,51 % verhältnismäßig hoch. Das Geschlechterverhältnis war mit 455.343 Männern auf 453.401 Frauen einigermaßen ausgeglichen. Die Alphabetisierungsrate entsprach mit 65,97 % (Männer 73,67 %, Frauen 58,25 %) etwa dem Mittelwert Telanganas (66,54 %) und lag unter dem Durchschnitt Indiens (74,04 %). 20,83 % der Bevölkerung (189.321) gehörten zu den Scheduled Castes und 3,28 % (29.808) zu den Scheduled Tribes.

## Wirtschaft
Die Landwirtschaft bildet weiterhin die wirtschaftliche Basis für die Mehrheit der Bevölkerung. Nach dem Zensus 2011 waren von 221.031 erwerbstätigen Personen 153.859 (69,6 %) im Agrarsektor tätig. Dabei dominierten Klein- und Kleinstbetriebe. Von den 141.222 Landbesitzern im Jahr 2021 besaßen 107.840 nur maximal einen Hektar Land.
Im Jahr 2021 wurden 273.198 acres für den Ackerbau genutzt (zum großen Teil mit mehr als einer Ernte pro Jahr), davon 234.357 als Bewässerungsfeldwirtschaft. Die tatsächliche Anbaufläche unter Berücksichtigung der Mehrfachnutzung betrug 464.657 acres (425.389 acres Bewässerungsfeldwirtschaft). Hauptsächlich angebaut wurden Reis (245.995 acres), Baumwolle (128.316 acres), und Mais (57.881 acres).

## Besonderheiten
Der Distrikt weist einige kulturhistorisch und touristisch interessante Tempel auf. Der Sri Rudreshwara Swamy-Tempel, oder „Tausend-Säulen-Tempel“ in der Stadt Hanumakonda stammt aus dem 12. Jahrhundert aus der Zeit der Kakatiya-Dynastie und ist ein Tempel der drei Gottheiten Shiva, Vishnu und Surya. Ebenfalls aus dieser Epoche stammt der Padmakshi-Temple der Gottheit Padmakshi (Padmakshamma). Der zwischen den Städten Hanumakonda und Warangal gelegene Bhadrakali-Tempel ist ein Tempel der Hindu-Gottheit Bhadrakali. Seine Anfänge gehen auf die Zeit der Chalukya-Dynastie zurück.